# Пенне алла водка
Пенне алла водка (итал. Penne alla vodka) — итальянское блюдо из макаронных изделий, для которого используются паста пенне и соус на основе водки. Распространено в Италии и США.

## Происхождение
Точное происхождение блюда пенне алла водка неясно.
В 1974 году итальянский актёр Уго Тоньяцци включил в свою кулинарную книгу рецепт приготовления итал. pasta all'infuriata— разновидности аррабиаты с добавлением водки, приправленной перцем чили. Тоньяцци также уточнил, что при использовании польской перцовки перец чили можно не добавлять.
В 1980-е годы большой популярностью стал пользоваться другой рецепт, основанный на пенне и водке, под названием пенне алла московита (итал. penne alla moscovita, пенне по-московски), приготовленный с копчёным лососем, сливками и икрой (или, как вариант, со сливками и креветками).
В конечном итоге, под термином пенне алла водка стали понимать блюдо из пасты пенне с водкой, сливочным и томатным соусом (в классическом рецепте — маринара), зачастую посыпанное сверху тёртым сыром пармезан. Дополнительными ингредиентами могут быть лук, панчетта и зелёный горошек.
На честь изобретения пенне алла водка в сегодняшнем виде существует множество претендентов. По словам Паскуале Бруно-младшего, автора кулинарной книги «Ultimate Pasta», это блюдо было изобретено в ресторане «Dante» в итальянской Болонье. Другие историки кулинарного искусства признают изобретателем блюда американца Джеймса Доти, выпускника Колумбийского университета.
В итальянской поваренной книге «Williams Sonoma Essentials» говорится, что блюдо пенне алла водка было изобретено в 1980-х годах в Риме одним шеф-поваром по заказу неназванной водочной компании, которая хотела популяризировать свой продукт в Италии. В своей книге «Food for Friends» Барбара Кафка пишет, что это блюдо было распространено в Италии до того, как стало популярным в Америке в начале 1980-х годов.
Из-за специфики и новизны рецепта по сравнению с традиционной итальянской кухней, в 1980-е годы он получил широкое распространение на молодёжных дискотеках курортной Эмилия-Романьи, откуда распространился по другим регионам Италии а также проник в Соединённые Штаты Америки.
25 октября 2016 года Итальянская ассоциация кондитерской и макаронной промышленности вновь открыла для себя этот рецепт 1980-х годов, предложив его снова по случаю 18-го Всемирного дня макаронных изделий, организованного в Москве, как символ дружбы между Италией и Россией.

## Особенности приготовления
Сочетание сливочного и томатного соусов является нехарактерным для итальянской (и не только) кухни: проблема заключается в том, что из-за кислотности томатов содержащийся в сливках белок казеин сворачивается. Водка в блюде выступает в роли эмульгатора, поддерживающего единую структуру комбинированного соуса.